# Herochroma supraviridaria
Herochroma supraviridaria là một loài bướm đêm thuộc họ Geometridae. Loài này có ở Trung Quốc (Phúc Kiến, Quảng Tây) và Đài Loan.